# Гліальний фібрилярний кислий білок
GFAP (англ. Glial fibrillary acidic protein) – білок, який кодується однойменним геном, розташованим у людей на короткому плечі 17-ї хромосоми. Довжина поліпептидного ланцюга білка становить 432 амінокислот, а молекулярна маса — 49 880.
| 10         |  | 20         |  | 30         |  | 40         |  | 50         |
| ---------- |  | ---------- |  | ---------- |  | ---------- |  | ---------- |
| MERRRITSAA |  | RRSYVSSGEM |  | MVGGLAPGRR |  | LGPGTRLSLA |  | RMPPPLPTRV |
| DFSLAGALNA |  | GFKETRASER |  | AEMMELNDRF |  | ASYIEKVRFL |  | EQQNKALAAE |
| LNQLRAKEPT |  | KLADVYQAEL |  | RELRLRLDQL |  | TANSARLEVE |  | RDNLAQDLAT |
| VRQKLQDETN |  | LRLEAENNLA |  | AYRQEADEAT |  | LARLDLERKI |  | ESLEEEIRFL |
| RKIHEEEVRE |  | LQEQLARQQV |  | HVELDVAKPD |  | LTAALKEIRT |  | QYEAMASSNM |
| HEAEEWYRSK |  | FADLTDAAAR |  | NAELLRQAKH |  | EANDYRRQLQ |  | SLTCDLESLR |
| GTNESLERQM |  | REQEERHVRE |  | AASYQEALAR |  | LEEEGQSLKD |  | EMARHLQEYQ |
| DLLNVKLALD |  | IEIATYRKLL |  | EGEENRITIP |  | VQTFSNLQIR |  | ETSLDTKSVS |
| EGHLKRNIVV |  | KTVEMRDGEV |  | IKESKQEHKD |  | VM         |  |            |

A: Аланін

C: Цистеїн

D: Аспарагінова кислота

E: Глутамінова кислота

F: Фенілаланін

G: Гліцин

H: Гістидин

I: Ізолейцин

K: Лізин

L: Лейцин

M: Метіонін

N: Аспарагін

P: Пролін

Q: Глутамін

R: Аргінін

S: Серин

T: Треонін

V: Валін

W: Триптофан

Кодований геном білок за функцією належить до фосфопротеїнів. 
Задіяний у такому біологічному процесі, як альтернативний сплайсинг. 
Локалізований у цитоплазмі, проміжних філаментах.